# Compañía de Mercaderes Aventureros de Londres

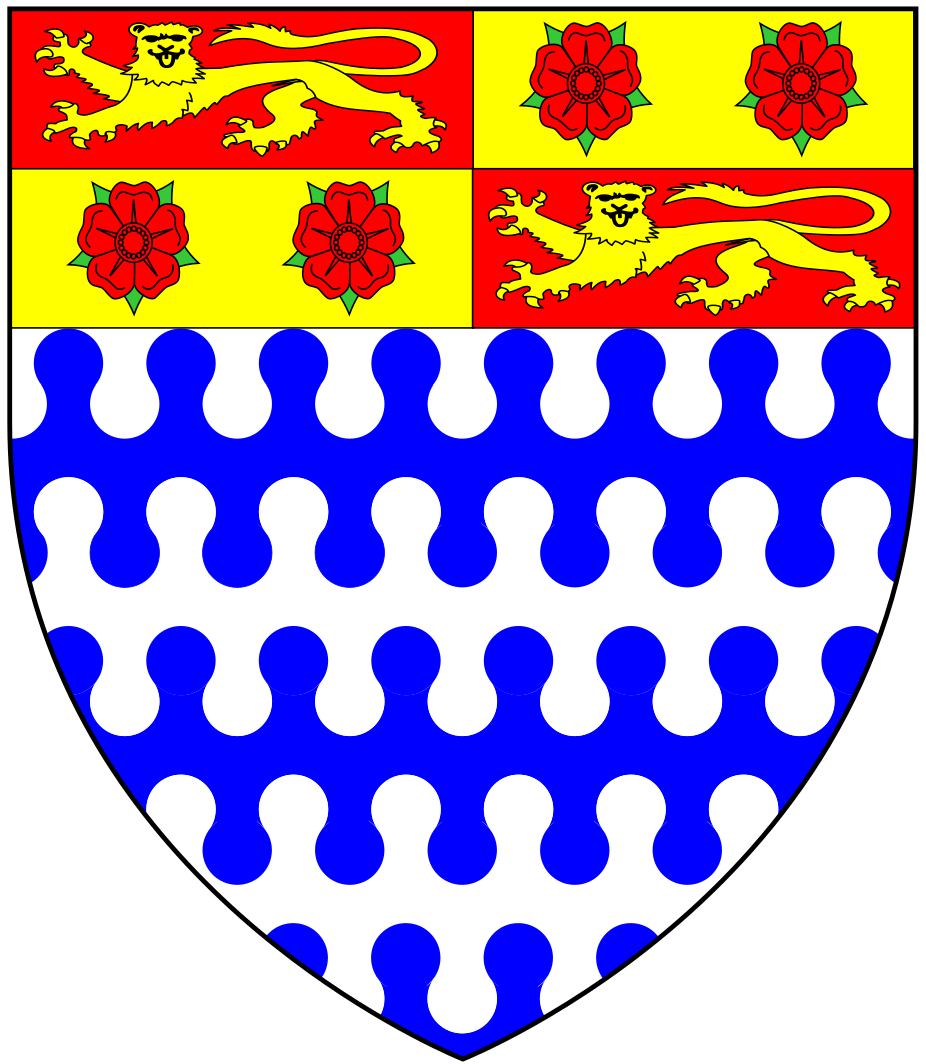
Escudo de armas de los Mercaderes Aventureros

La Compañía de Mercaderes Aventureros de Londres (en inglés: Company of Merchant Adventurers of London) fue una empresa comercial fundada en la ciudad de Londres a principios del siglo XV. Reunió a los principales comerciantes en una compañía privilegiada, regulada a manera de guilda. El negocio principal de sus miembros era la exportación de telas, especialmente de tela blanca (sin teñir), a cambio de una gran variedad de productos extranjeros.
A principios del siglo XVII, se formaron grupos similares de inversores,  conocidos como "aventureros", para así desarrollar el comercio exterior y las colonias en el Nuevo Mundo: en 1609  la Compañía de Aventureros de Virginia —que luego se dividió en la Compañía de Londres, que se estableció en Jamestown y en el área de la bahía de Chesapeake y la Compañía de Plymouth, que se estableció en Nueva Inglaterra— o la Compañía de Aventureros en Canadá que  colonizó la isla de Terranova y que envió fuerzas durante la guerra de los Treinta Años que lograron la rendición de Quebec en 1629.

## Origen
La compañía recibió su carta real del rey Enrique IV en 1407, pero sus raíces pueden remontarse a la Fraternidad de Santo Tomás de Canterbury. Esta afirmaba que teníanliberties ya en 1216. El duque de Brabante le otorgó privilegios y, a cambio, prometió no solicitar cuotas a los comerciantes. La compañía era contratada principalmente por los comerciantes ingleses que se encontraban en Amberes en 1305.  Ese cuerpo pudo haber incluido a los Staplers, que exportaban lana cruda, así como a los Mercaderes Aventureros. El estatuto de Enrique IV estaba a favor de los comerciantes ingleses que residían en Holanda, Zelanda, Brabante y Flandes. Otros grupos de mercaderes comerciaban con diferentes partes del norte de Europa, incluidos los que vivían en Prusia, Escania, Sund y la Liga Hanseática (cuya elección de gobernador fue aprobada por Ricardo II de Inglaterra en 1391), y los Mercaderes ingleses en Noruega, Suecia y Dinamarca (que recibieron una carta en 1408).

## Bajo los Tudor
Según el estatuto de Enrique VII de 1505, la compañía tenía un gobernador y 24 asistentes. Los miembros eran inversores comerciales, y la mayoría de ellos probablemente eran merceros de la ciudad de Londres. Sin embargo, la compañía también tenía miembros de York, Norwich, Exeter, Ipswich, Newcastle, Hull y otros lugares. Los aventureros mercantes de esas ciudades eran cuerpos separados pero afiliados. La Society of Merchant Venturers de Bristol era un grupo separado de inversores, constituido por Eduardo VI en 1552.
Bajo Enrique VII, los comerciantes que no eran de Londres se quejaron de la restricción del comercio. Anteriormente habían comerciado libremente con España, Portugal, Francia, Italia y los Países Bajos, pero la compañía de Londres les estaba imponiendo una penalización de £20, lo que les estaba expulsando de esos mercados. Enrique VII requirió que la penalización se redujera a 10 marcos (£3, 6 chelines y 8 peniques). El conflicto surgió con los Comerciantes de the Staple, que buscaban diversificarse desde la exportación de lana a través del puerto de Calais hasta la exportación de tela a Flandes, sin tener que convertirse en hombres libres de la Compañía de Mercaderes Aventureros. Los Mercaderes Aventureros mantuvieron el control de su comercio y a Flandes como su puerto. Los comerciantes extranjeros de la Liga Hanseática tenían privilegios considerables en el comercio inglés y competían con los Mercaderes Aventureros, pero esos privilegios les fueron revocados por el gobierno inglés a mediados del siglo XVI.
Los Mercaderes Aventureros decidieron usar otros puertos: Emden en Frisia Oriental y Hamburgo compitieron para servir a los Mercaderes Aventureros de Inglaterra, quienes finalmente eligieron a Emden. Sin embargo, pronto descubrieron que el puerto no atraía a suficientes comerciantes para comprar las mercancías de los ingleses, por lo que se fueron abruptamente y regresaron a Amberes.  Las operaciones allí fueron interrumpidas por la captura de los barcos del tesoro español por parte de la reina Isabel, que transportaban dinero al duque de Alba, gobernador de los Países Bajos.  Aunque el comercio se reanudó en Amberes de 1573 a 1582, su fortuna en declive cesó con la caída de la ciudad y el posterior desarrollo del Entrepôt de Ámsterdam y la Edad de Oro holandesa.
Según la carta de 1564, el tribunal de la compañía consistía en un gobernador (elegido anualmente por miembros más allá de los mares), sus diputados y 24 asistentes.  La admisión era por patrimonio (ser hijo de un comerciante miembro de la compañía en el momento del nacimiento del hijo), servicio (aprendizaje de un miembro), redención (compra) o como 'regalo gratis'.  En el momento de la adhesión de Jacobo I en 1603, había al menos 200 miembros. Poco a poco comenzaron a aumentar las tarifas de admisión.

## Conflicto
El conflicto de los Mercaderes Aventureros con la Liga Hanseática continuó, ya que esta última tenía los mismos derechos en Inglaterra que los comerciantes nativos y mejores privilegios en el extranjero.  De esa forma, podían así vender a menos precio que los comerciantes ingleses. Sumado a ello, la ciudad de Hamburgo era miembro de la Liga. Cuando los mercaderes ingleses dejaron Emden, intentaron establecerse en Hamburgo, pero la Liga obligó a la ciudad a expulsarlos. Emden fue juzgado nuevamente en 1579.  El Emperador ordenó al conde de Frisia Oriental que expulsara a los comerciantes, pero él se negó, por lo que los comerciantes ingleses permanecieron allí hasta 1587. En 1586, el Senado de Hamburgo invitó a los Mercaderes Aventureros  a regresar a la ciudad, pero las negociaciones se rompieron.
Los comerciantes que frecuentaban Midelburgo desde 1582 fueron invitados a regresar en 1587 a las Provincias Unidas (en ese momento ya independientes, y más tarde parte de los Países Bajos). Debido a las imposiciones de Holanda y de Zelanda, esa fue una elección impopular entre los miembros de la compañía. En 1611, el derecho de emporio de la compañía se fijó permanentemente en Hamburgo. El puerto de emporio holandés fue trasladado en 1621 desde Midelburgo a Delft, luego en 1635 a Róterdam y posteriormente en 1655 a Dordrecht.
Los años entre 1615 y 1689 estuvieron marcados por períodos, comenzando con el desafortunado Proyecto Cockayne, en donde la compañía perdió y luego recuperó sus privilegios monopolísticos. Trasladó su puerto básico de Delft a Róterdam en 1635. Para entonces, la compañía sufrió problemas con los intrusos, los cuales estaban constituidos por comerciantes que no estaban 'libres de la compañía' (o miembros), pero que comerciaban dentro de su área privilegiada.

## Compañía de Hamburgo
Cuando la Compañía de Londres perdió sus privilegios exclusivos después de la Revolución Gloriosa de 1689, las tarifas de admisión se redujeron a £2. Después de que el Parlamento abriese el comercio, la compañía continuó existiendo como una comunidad de mercaderes que comerciaban con Hamburgo. Debido a que lideraban un comercio considerable allí, los miembros a veces se llamaban la Compañía de Hamburgo. En ese entonces, los Mercaderes Aventureros de Londres todavía existían a principios del siglo XIX.

## Exploración y desarrollo del Nuevo Mundo
A principios del siglo XVII, se formaron grupos similares de inversores, conocidos como "aventureros", para así desarrollar el comercio exterior y las colonias en el Nuevo Mundo: en 1609  la Compañía de Aventureros de Virginia —que luego se dividió en la Compañía de Londres, que se estableció en Jamestown y en el área de la bahía de Chesapeake y la Compañía de Plymouth, que se estableció en Nueva Inglaterra— o la Compañía de Aventureros en Canadá que  colonizó la isla de Terranova y que envió fuerzas durante la guerra de los Treinta Años que lograron la rendición de Quebec en 1629.

## Heráldica
Las armas de las varias compañías eran de la siguiente forma:
- Mercaderes Aventureros de Londres: Barry nebulée de seis argent y azure, un jefe trimestral de gules y / o en el primer y cuarto cuartos, un león passant guardant del cuarto en el segundo y en el tercer dos rosas de gules barbed vert.[7]
- Mercaderes Aventureros de Bristol: Barry ondulado de ocho argent y azure, en una curva o un dragón passant con alas endosadas y con la cola vert extendida, en un jefe gules, un león passant guardant del tercer entre dos bezants[8]
- Mercaderes Aventureros de Exeter: Azure, una terna de tres torres de pie sobre las olas del mar, en base apropiada en jefe dos coronas ducales del segundo[8]
- Mercaderes Aventureros de York: Barry ondulado de seis argent y azure, en un jefe por pálido gules y azure, un león passant guardant o entre dos rosas argent sembrados or (como se ve en el chapetón de 1765 en el Gran Salón de los Aventureros Comerciantes, York)[9]